# 良才高等学校
良才高等学校（ヤンジェ又はりょうさいこうとうがっこう）（양재고등학교）（良才高校）又はソウル良才高等学校 (서울양재고등학교)は、大韓民国ソウル特別市の江南(カンナム)８学群の瑞草区に所在する公立共学高等学校。江南区と瑞草区にある良才駅の前にある。多くの企業家と芸能人を輩出してきた。ソウル新聞によると、良才高校は毎年10人以上をソウル大学校に進学させている。校名の良才は地名でもあるが、「良質の人才」の意味もある。国立外交院と江南の瑞草區庁と繋がっている。
韓国で最も学歴主義が厳しい江南8
学群にある良才高校は、ハーバード大学やSKY等のQS TOP 100大学の学生招請特講を実施し、生徒が国際活動として外国文化理解、世界有数の大学に対する情報を得るようにしている。ハーバード大学の学生8人が良才高校を定期的に訪問し、英語がネイティブレベルである良才高校1~2年生を対象に質問及び回答をする授業等が年1回実施される。

## 著名な出身者
- イ・ジョンソク[3]